# Omphale melinum
Omphale melinum är en stekelart som beskrevs av Efremova och Kriskovich 1994. Omphale melinum ingår i släktet Omphale och familjen finglanssteklar. Inga underarter finns listade i Catalogue of Life.